# مکری
ایل و امارت امیر‌نشینی بیگ‌زاده مکری، مجموعه‌ای از طایفه‌های بیگ‌زاده است که در منطقه مکریان در استان آذربایجان غربی ، عراق، ترکیه و سوریه زندگی می‌کنند. فرمانده مشترک این طایفه‌ها شخصی به‌نام امیر خان مکری بود. بر اساس اسناد تاریخی، نوادگان‌ او از اوایل قرن نهم تا سیزدهم بر سرزمین وسیعی از گاودول و مکریان گرفته است تا روان دوز، سوران (اربیل) و سلیمانیه حکومت داشته‌اند.
ایل بیگ‌زاده مکری،  شامل چند طایفه مهم است که از جمله آنها می‌توان به موارد زیر اشاره کرد: بیگ‌زادگان مکری محال باریکان (شیربیگی‌ها)، طوایف فیض‌الله بیگی، مردان بیگی، سلطان‌بیگی، امیر بیگی، بیگ‌زاده‌های اسماعیل آقا سمکو، بیگ‌زاده‌های عبدالله بیگی، بیگ‌زاده‌های یالاوه، خان‌زاده‌های موسی سلطان، سرداران مکری (مرادبیگی)، حیدری‌ها، پاشا زادگان بابان، میر ابدلی‌ها، گردی‌ها؛ که به زبان کُردی مرکزی و با لهجه موکریانی صحبت می‌کنند.
بیگ‌زادگان شیر بیگی مکری (یا بیگ‌زاده مکری محال باریکان)، از پر‌جمعیت‌‌ترین شاخه ایل بیگ‌زاده مکری است. آنها از نوادگان اردشیر بیگ مکری باریکان ملقب به «اردشیر باریکان» حاکم ساوجبلاغ مکری و سر سلسله ایل بیگ‌زاده شیر بیگی (باریکان) و از نوادگان بهرام بیگ، فرزند بداق سلطان بودند که همواره دارای مناصب حکومتی افشار، زند و قاجار بوده‌اند.
موکری‌‌های محال باریکان رئیس ایل خود را میر خطاب می‌کردند و مرکز حکومت آنان محال باریکان (نواحی مجید خان تتهو شامات کنونی) و اردشیرقلعه مهاباد (تپه باستانی کنونی شایگان) بود.شاخه‌ای از ایل مکری موسوم به بیگ‌زاده برده سور یا بیگ‌زاده عباسی حکم‌رانی و مالکیت نواحی ترگور ارومیه را به مرکزیت برده سور تحت تملک داشتند. در واقع در گذشته مرکز مکریان سابلاغ مکری (مهاباد امروزی) بود، مکریان از شمال به دریاچهٔ ارومیه و جلگه‌های نقده، از شرق به جلگه‌های میاندوآب و تکاب، از جنوب به سرحد اقلیم کردستان و خاک پشدر و از غرب به مرزهای ایران محدود می‌شود.

## تاریخچه

### امیرسیف الدین خان مکری (۸۵۰–۹۰۰ هـ. ق)
امیر سیف‌الدین خان مکری یکی از اجداد برجسته بیگ‌زاده‌های مکری بود که در منابع تاریخی به شجاعت، زیرکی و کاردانی او سخن اشاره شده است. تبار او از سلاطین ایوبی و پادشاهان هزبانی نسبت داده شده‌است.
در دوره حکومت آق‌قوینلوها، منطقهٔ مکریان اهمیت ویژه‌ای می‌یابد. در آن دوران، ناحیه دریاز زیر سلطهٔ ترکان آق‌قویونلو از بقایای قراتاتارها بود، توسط امیرسیف‌الدین خان با سپاهی قوی شامل اکراد بابان و دیگر عشایر منطقه، مورد هجوم قرار گرفت. او موفق شدنواحی دریاس، دول باریک، آختاچی و ایل تیمور را فتح کرده و قلمرو فرمانروایی خود را به تدریج گسترش دهد، به طوری که نواحی جنوبی دریاچهٔ ارومیه را تحت کنترل خود درآورد. پس از این وقایع، این مناطق به « امارت مکری و مکریان » معروف شدند. امیرسیف الدین خان پس از چند سال فرمانروایی درگذشت و از او دو پسر به اسم‌های صارم بیگ و باباعمر (بابامیر) مکری به باقی می‌ماند.

### صارم بیگ مکری
صارم بیگ مکری در دورهٔ سلطنت شاه اسماعیل صفوی (۹۰۷ هـ ق) بر تخت فرمانروایی مکری‌ها جلوس نموده‌است. شاه اسماعیل چندین بار در طی سال‌های (۹۰۹ یا ۹۱۱–۹۱۲ ه‍.ق)، برای تصرف نواحی مکری و برانداختن حکمرانی امرای مکری بدین نواحی لشکرکشی نموده‌است. در دورهٔ اول نبردها سپاهیان اعزامی شاه اسماعیل اول توسط جنگجویان ایل مکری به شدّت شکست می‌خوردند. بار دیگر شاه اسماعیل سپاهی به فرماندهی شخصی به اسم عبدی بیگ و دو تن دیگر را به جنگ با صارم بیگ می‌فرستد و این بار هم ایل مکری، شکست سختی را به سپاه صفوی وارد می‌کند. اما در ارتباط با دورهٔ دوم نبردها دو روایت متضاد آمده‌است. بر اساس یک دسته روایت‌ها سپاهیان اعزامی شاه اسماعیل نتوانستند در این دوره نیز موفقیتی کسب نمایند و بر اساس روایات دیگر سپاهیان اعزامی شاه اسماعیل توانستند بر منطقهٔ مکریان دست یابند و شمار زیادی از نیروهای صارم‌بیگ را اسیر کنند و شاه اسماعیل اول به منظور انتقام کشته‌شدگان قزلباش دستور قَتل اسرای مکری را به طرز فجیعی صادر می‌کند. صارم بیگ در دورهٔ فرمانروایی پدرش (امیرسیف الدین خان)، که سلطان سلیمان پادشاه عثمانی بود، به همراه چند تن از امرای کورد جهت عرض ارادت به بارگاه رفته و از جانب سلطان عثمانی به گرمی مورد استقبال واقع می‌شود. به همین دلیل پس از اینکه صارم بیگ به تخت فرمانروایی می‌نشیند، مورد لطف و احترام دربار عثمانی قرار می‌گیرد. در همان دوره صارم بیگ اقدام به آبادانی نواحی تحت فرمانروایی خود نموده و پس از مدتی فوت می‌نماید و بنابه وصیتش در تپه‌ای واقع در جاده مهاباد میاندواب به نام «کَلکی بَگزادان» یا تپهٔ بیگزاده‌ها به خاک سپرده می‌شود. این تپه باید گورستان خانوادگی بیگزاده باشد چون بیگزاده‌های زیادی در این مکان به خاک سپرده شده‌اند.
صارم بیگ سه پسر به نام‌های قاسم بیگ، ابراهیم بیگ و حاج عمر داشته که هر سه در جوانی فوت می‌کنند. باباعمر برادر صارم بیگ، پسری به اسم رستم بیگ داشته و ایشان نیز سه پسر به اسامی حیدر بیگ، میرنظر و میرخضر. این سه تن، پس از وفات پسران صارم بیگ، نواحی تحت فرمانروایی مکری را بین خود تقسیم می‌کنند. به اینگونه که نواحی دریاز، سلدوز، دول باریک و آختاچی، به برادر ارشد یعنی حیدر بیگ رسیده، ناحیه ایل تیمور به میرنظر و محمدشاه (مه‌حمه شه) نیز به میرخضر می‌رسد. بنا به مصلحت هر سه برادر از اطاعت شاه عثمانی سرباز زده و بر همین اساس شاه سپاهی بسیار از حاکمان کورد عثمانی از جمله حسین بیگ حاکم عمادیه، زینل بیگ میر حکاری و حاکم برادوست را جهت سرکوب میران مکری به نواحی مکری می‌فرستد که در عاقبت هرسه برادر به قتل می‌رسند. از حیدربیگ دو پسر به نامهای میره‌بیگ و حسین بیگ، از میرنظر پسری به اسم بهرام بیگ و از میرخضر دو پسر، میرحسن و الغ بیگ بجای می‌ماند. ناگفته نماند که میره‌بیگ اول (پس حاج عمر پسر صارم بیگ) که مردی ادیب بوده سی سال بعنوان فرمانروای مکری حکمرانی نموده‌است که وی نیز پسری به اسم مصطفی بیگ داشته‌است.

### امیره‌پاشا مکری
میره‌بیگ دوم پسر حیدربیگ پس از وفات میره‌بیگ اول به فرمان شاه طهماسب صفوی فرمانروای مکری می‌گردد. در زمان سلطنت شاه حسین صفوی در سال (۱۱۰۵ هـ ق)، میره‌بیگ دوم به همراه چند تن از امرای کورد و لرستان که از جور و ستم ترکان قزلباش به ستوه آمده‌بودند، نخست نزد محمدپاشا، میرمیران وان رفته سپس به دربار سلطان مراد عثمانی پناه می‌برند تا از آنان حمایت کنند. سلطان مراد که از میره‌بیگ بسیار خوشش آمده بود، حاکمیت موصل را به ایشان واگذار نموده و حکومت اربیل (هه‌ولێر) را نیز به پسران ایشان می‌دهد. زمستان همان سال میره‌بیگ به همراه محمدپاشا میر وان، برای تسخیر مراغه که بکتاش قلی بیگ حاکم آن بود لشکر کشید.
حاکم مراغه که توانایی مقابله تا در خود نمی‌دید از مراغه فرار نموده و تمامی اسب‌های اصیل شاه صفوی بدست میره‌بیگ افتاد. پس از این پیروزی میره‌بیگ از جانب شاه عثمانی لقب «پاشا» یی و حاکمیت مراغه را می‌گیرد. میرحسن که پسرعموی امیره‌پاشا (میره‌بیگ دوم) بود، هنگامی که امیره‌پاشا مشغول جنگ بود، نزد سلطان عثمانی رفته و نواحی دریاز را متصرف می‌شود، پس از مراجعت امیره‌پاشا از جنگ، از میرحسن می‌خواهد که دریاز را به او پس بدهد ولی میرحسن نپذیرفته و از ترس امیره‌پاشا در قلعه دیاز خود را مخفی می‌کند که سرانجام بدست سربازان امیره‌پاشا به قتل می‌رسد.
چند سال بعد، تبریز به دست جعفرپاشا، وزیر دربار عثمانی تسخیر می‌شود، در همین راستا جعفرپاشا به بهانه اینکه قبلاً مراغه تحت ملوک تبریز بوده از امیره‌پاشا می‌خواهد از وی دستور بگیرد، اما امیره‌پاشا که لقب پاشایی داشته خود را کمتر از وی نمی‌بیند و از این خواسته سر باز می‌زند. جعفرپاشا از وی کنیه به دل گرفته و نزد سلطان عثمانی از وی شاکی می‌شود که امیره‌پاشا از امر سلطان سرباز زده، سلطان نیز بر همین اساس حاکمیت موصل و اربیل را از امیره‌پاشا سلب می‌کند. جعفرپاشا بار دیگر بهانه گرفته که مراغه تحت نظر تبریز هست و امیره‌پاشا باید آنجا را ترک کند و به زور مراغه را متصرف می‌شود.

### شیخ حیدربیگ دوم
پس از فوت امیره‌پاشا، پسرش حیدربیگ دوم فرمانروای مکری می‌گردد. که در همان اوان جعفرپاشا سپاهی را جهت سرکوب امیر مکری روانه می‌دارد. حیدربیگ به دربار شاه عباس صفوی رفته و از ایشان تقاضای کمک نمود. شاه عباس به گرمی ایشان را قبول کرد. سپاهی را جهت مقابله با جعفر پاشا به همراه وی فرستاد. حیدربیگ آذربایجان، نخجوان، چغرسعد و ایروان را فتح نموده که خود در همان جنگ در قلعه چغرسعد به قتل می‌رسد.

### قبادخان بیگ مکری
پس از حیدربیگ، پسرش قبادخان بیگ اگرچه کودکی هفت ساله بیش نبود، اما به امر شاه عباس صفوی بعنوان فرمانروای مکری انتخاب می‌گردد. اما قرار شد تا هنگامی که وی به بلوغ می‌رسید، بزرگمردان مکری و مادرش به نیابت باید فرمانروایی را اداره میکرند. هنگامی که قبادخان به سن جوانی رسید، عده‌ای بنابه کینهٔ قبلی نزد شاه عباس دسیسه چینی کردند. در همان اوان شاه عباس شخصی به اسم اعتمادالدوله را جهت سرکوب میر برادوست یعنی خان لپ زرین روانه داشت و از قبادخان هم درخواست همکاری نمود ولی قبادخان بیگ بنابه دلایلی از جمله حضور عمویش بداق بیگ در قلعه دمدم برادوست از مشارکت در این جنگ سرباز زد.
شاه عباس از عمل خشمگین و کینه به دل گرفت اما اقدامی نکرد. چندی بعد هنگامی که شاه عباس طی سفری در کوهستان‌های قره‌باغ اقامت گزید، قبادخان به همراه چند تن از بزرگان ایل مکری نزد شاه عباس رفت که مبادا شاه عباس تلافی کند. شاه ظاهراً وی را بخشید ولی مدتی بعد به سوی کوهستان‌های کردستان روی نهاد. در نزدیکی مراغه در قلعه گاودۆل که مقر حکمرانی مکری‌ها بود، قبادبیگ به همراه تعداد زیادی از بزرگان ایل مکری پیشواز وی رفت و در همان هنگام شاه عباس دستور قتل قبادخان و دیگر مردان مکری را داد. پس از آن سپاهی را جهت تسخیر گرمرود که برادر دیگر قبادخان در آن حاکم بود فرستاد و بدین شیوه مکری‌ها در آن نواحی نیز مورد قتل‌عام شدیدی واقع گردیدند.

### شیرخان (شیرسلطان) مکری
پس از این قتل‌عام درسال ۱۰۱۹ هـ ق، شیرخان بیگ (شیرسلطان) برادر قبادخان بیگ بعنوان فرمانروای مکری انتخاب گردید. وی چندسال را به آبادانی نواحی تحت امر پرداخت سرزمین مکری را باردیگر زنده و رونق بخشید. اما کینهٔ شاه عباس را هنوز در دل داشت! شیرسلطان در سال ۱۰۳۴ هـ ق به نواحی مراغه یورش برده و به تلافی قتل برادر و دیگر بزرگان مکری بدست قزلباش‌ها، مراغه را به آتش کشید و بسیاری از قزلباش‌ها به قتل رساند.
شاه عباس وقتی باخبر شد، زمان بیگ را با چهارهزار سرباز و امام قلی خان را از فارس جهت سرکوب شیرخان به نواحی مکری گسیل داشت. اما در این جنگ سپاه ایران و قزلباش‌ها به شدت شکست خورد. در این گیرودار حافظ پاشا، وزیر دربار عثمانی، سپاه بسیاری را در نزدیکی مرزهای ایران مستقر کرده بود. شاه عباس که بسیار نگران شده بود مصلحت ندید بیش از این شیرشاه را رنجیده خاطر گرداند گرچه هنوز کینه بر دل داشت. فرمان داد یکی از افراد نزدیک خود نزد شیرخان رفته و پیغام شاه را برساند که: اگرچه شیرخان علیه شاه صفوی قدعلم کرده بود ولی ما او را بخشیدیم. با این وصف شیرخان توانست امارت مکری را از دسیسه ترکان قزلباش و سپاه ایران حفظ نماید و مکرراً مشغول سر و سامان دادن سرزمین مکری شد.

### بداق سلطان مکری
پس از شیرسلطان، پسرش بداق سلطان بعنوان فرمانروای مکری بر تخت می‌نشیند. بداق سلطان مکری متولد ۹۶۷ شمسی در روستای میراباد سردشت می‌باشد. بداق سلطان در دورهٔ حکمرانی پدرشان برناحیه گاودۆڵ مراغه و ساوجبلاغ مکری که در آن دوران دهکده‌ای کوچک بیش نبود (۹۹۷ شمسی)، به پیشنهاد پدر و حکم شاه عباس صفوی به عنوان حکمران ناحیه ساوجبلاغ انتخاب می‌گردند، به همین دلیل از میراباد سردشت به ساوجبلاغ هجرت می‌نماید. ایشان فرمانروایی مقتدر، عادل و خیّر، هنر دوست و ادب پرور زمانه خویش بوده‌اند و شواهد و مدارک موجود تأیید کنندهٔ شخصیت والا و روشنفکری و آزادگیشان می‌باشد. بطوریکه پس از چندین قرن، مقبره‌شان هنوز زیارتگاه خاص و عام باقی مانده‌است.
ایشان در دورهٔ حکمرانی خود کارهای عام المنفعهٔ بسیار زیادی داشته‌اند از جمله: ایجاد پل سرخ (پردی سوور) در سال ۱۰۳۸ شمسی، ساخت مسجد سرخ (مزگه‌وتی سوور) در سال ۱۰۴۸ شمسی، احداث بزرگ‌ترین کتابخانه منطقه در سال ۱۰۶۸ شمسی با چند صد جلد کتاب و بنانهادن دارالمساکین برای فقرا و قرائت خانه‌های عمومی و همچنین ایجاد حمام و بند روستای لج و دارلک.
مسجد سرخ مهاباد، در دورهٔ صفویه بدستور بداق سلطان ساخته شد و با شمارهٔ ۸۸۲ به ثبت آثار ملی رسیده‌است. به پیشنهاد بداق سلطان، ملاجامی، جهت تدریس و اشاعهٔ فرهنگ دینی از روستای چور مریوان به ساوجبلاغ مکری آمد. ایشان همچنین باوسیله درایت و کاردانی خود ساوجبلاغ را که روستایی کوچک بود رونق و گسترش داده و به شهر مبدل نمودند. که هم‌اکنون با نام مهاباد شناخته شده‌است. مقبره بداق سلطان در زمان حیاتشان و بدستور خودشان اقدام به ساخت گردید و در سال ۱۳۷۹ شمسی باشماره ۳۴۸۵ به ثبت آثار ملی رسید.

### در دوران صفویه
هنری راولینسون که در اکتبر ۱۸۳۸ از مکری‌ها دیدن کرده بود آن را یکی از قوی‌ترین و مقتدرترین ایل‌ها در ایران توصیف کرده‌است. این قبیله تا آن هنگام یکجانشین شده بود و در منطقه‌ای به عرض ۶۵ کیلومتر و پهنای ۸۰ کیلومتر در جنوب دشت میاندوآب و در غرب زرینه‌رود زندگی می‌کرد. به گفته راولینسون، ایل مکری بیش از ۱۲۰۰۰ خانواده داشت و مرکزش ساوجبلاغ (مهاباد امروزی) بود. راولینسون تیره‌های مکری را اینگونه برمی‌شمارد: بابامیری، سهرابی، خانه بگی، کاظمی، دهبکری، خلکی، شیخ شرفی، ایل سلکی، حسن خالی، کاریش، سیلکی، سکیر، ایل گورک، فکیسی، خسروی، ابلس، ایل باریک، ایل سلیمانی، فرزند سلیمان، ایل بیی، امربیل، مرزنک، لتاو ماوت، شیوزایی گرچه بیشتر این طوایفی که نام برده از عشایر منطقه مکریان هستند نه ایل مکری [این طوایف هم‌جرش یا هم‌پیمان هم بوده‌اند که اتحادیه ایلی مکری را تشکیل می‌داده‌اند].
در نوشته‌های الی بانستر سوان که احتمالاً بر اساس روایات و حکایات قومی خود مکری‌ها نوشته‌است، آمده‌است که بسیاری از پادشاهان ایران از جمله شاه عباس صفوی «به مکری‌ها به خاطر شرکتشان در جنگ‌های گوناگون وابسته بودند.» شاه عباس «بسیاری از ایشان را به عنوان افسران رده‌بالای لشکرش برگزید.» و اینکه در ۱۶۲۴ میلادی «بخش بزرگی از لشکر شاه عباس را کردهای مکری تشکیل می‌دادند که در نبردهای مهمی در برابر ترکان ایستادگی کرده بودند.»
اسکندر بیگ ترکمان منشی می‌نویسد پس از فتح آذربایجان توسط عثمانی‌ها، «امیره بی» امیر مکری به سلطان مراد سوم عثمانی ابراز وفاداری نمود و مکری‌ها موجی از غارت و کشتار به راه انداختند، و حتی به املاک شاه در قره‌چوق حمله کردند. پس از مرگ امیره بی این کارها در زمان پسرش شیخ حیدر نیز ادامه یافت تا زمان بازپس‌گیری آذربایجان توسط شاه عباس صفوی در ۱۶۰۳ میلادی. پس از آن شیخ حیدر وفاداری‌اش را به شاه اعلام کرد و شاه نیز کارهای گذشتهٔ او را بخشید و حکومت مراغه را به او داد. شیخ حیدر نیز در مقابل، شاه را در لشگرکشی‌اش به شمال ارس همراهی کرد اما در جریان محاصره ایروان در همان سال کشته شد.
سپس قبادخان، پسر شیخ حیدر جانشین او شده و امیر مکری و حاکم مراغه شد. او از یک سو رابطه خود را با شاه عباس حفظ کرده و خواهرش به همسری شاه درآمده بود اما از سوی دیگر در زمان او مکری‌ها دوباره به غارتگری به ویژه نسبت به قزلباشان و رعایای ساکن مراغه پرداختند. قبادخان املاک و تیول قزلباشان صفوی را نیز مصادره کرد. سرانجام در سال ۱۶۰۹–۱۰ م که قبادخان از فرمان شاه عباس برای همراهی قشون ارتش در جنگی سرپیچی کرد، شاه تصمیم گرفت علیه وی اقدام کند. شاه عباس قبادخان را به خیمه خود فراخواند و او را به همراه خویشان و همراهانش کشت. سپس بیشتر مکری‌ها را کشتند و بسیاری از زنان مکری نیز به اسارت گرفته شدند.
سپس شاه عباس یکی از مکریان به نام شیر بیگ (یا شیر خان) را امیر طایفه مکری و ایشیک آغاسی دربار کرد، اما یکی از سران ایل مقدم را به حاکمیت مراغه گماشت. به همین دلیل شیرخان نیز در ۱۶۲۴–۲۵ شورش کرد و به مراغه حمله کرده و بسیاری از ساکنان آن را کشت و شهر را غارت کرد. شاه عباس هیئتی را برای تنبیه شیرخان فرستاد که پایتختش را تصرف کرده و او را وادار به فرار به کوهستان کردند.

### دورهٔ قاجاریه
در دورهٔ قاجار، سردار عزیزخان مکری از ایل مُکری به جایگاه سیاسی مهمی در دولت قاجار ایران رسید. برخلاف سابق در این دوره، دیگر ساوجبلاغ (مهاباد کنونی) به‌عنوان مرکز همهٔ مُکری‌ها و دهبکری‌ها شناخته نمی‌شد. با آمدن عزیزخان به بوکان از نستان سردشت و ساخت قلعهٔ در آنجا، بوکان به محلِ سکونتِ کُردهای مُکری صاحب قدرت در دورهٔ ناصرالدین شاه تبدیل شد. این اهمیت بوکان تا دورهٔ علی‌خان مُکری (نتیجهٔ عزیزخان سردار) ادامه داشت.

## اشخاص صاحب نام و منصب و حکومت امارت امیرنشینی مکری
از نامدارترین نواده‌های ایشان در طول تاریخ می‌توان به: پسرشان سهراب بیگ، کریم خان کور مکری حاکم مهاباد، عبدالله خان مکری حاکم مهاباد، مجیدخان مکری که رودخانه ای به نام ایشان می‌باشد «چۆم مجیدخان»، فرخ پاشا مکری حاکم ولایت مکری، مراغه و اورمیه در دوره افشار، کیخسروبیگ (خسروخان_خسروپاشا) حاکم ولایت مکری در دوره زندیه، میربهرام بیگ مکری بابامیری مشهور به آقابیگ بزرگ حاکم مهاباد، اردشیر بیگ مکری باریکان سرسلسلهٔ ایل بیگزاده شیربیگی و باریکان حاکم مهاباد و میاندوآب که جاده و روستای برهان به اسم ایشان می‌باشد، عباس بیگ (میرعمادالدین) جد بیگزادگان ترگور، شیخعلی خان شجاع الملک، فیض الله بیگ مکری، علیمردان بیگ مکری، عبدالرحمن بیگ مکری، سردار احمدبیگ مکری، عبدالله بیگ مصباح الدیوان ادب، اسماعیل آقا سمکۆ، عزیزخان مکری سردار کل ایران، پاشاخان مظفرالدوله مکری (شجاع الملک)، حاج حسن بیگ (میرطه بیگ) مکری، محمودپاشا مکری باریکان، خلیل پاشا مکری باریکان خانی ده رش، خانه‌بیگ مکری اعتمادالسلطنه، نوری بیگ بیگزاده، مجیدخان شجاع السلطان میرمکری فرماندار میاندواب، عبدالرحمان شرفکندی (ماموستا هژار)، دکتر عبدالرحمان قاسملو، میر رحیم خان خانده رش، آقارش مکری بابامیری نامدار جد بیگزاده‌های یالاوه، آقا قوچ بیگ ترجان حاجی تاغی خوخوره مشهور به حاتم طایی کوردستان، ماموستا حسن زیرک مشهور به بلبل کوردستان، آقامجیدخان ساوجبلاغچی (مالک سه دانگ شهر نقده در سال ۱۳۲۷) و صدها بزرگ‌مرد دیگر اشاره نمود.
- از حضور مکری‌هایی در ایالت شهرزور (کرکوک کنونی) گزارش شده‌است، اما به نظر می‌رسد امروزه در این منطقه سکونت نداشته باشند.
- مکریان و مکری‌هایی در قزوین که به محمد حسین‌خان و سیف الدین‌خان نسبشان می‌رسد.[۱۳]